# Hecate Enthroned
Gli Hecate Enthroned sono un gruppo symphonic black metal inglese formato a Chelshire nel 1993.

## Formazione

### Formazione attuale
- Nigel Dennen — chitarra (1993–)
- Andy Milnes — chitarra (1997–)
- Dylan Hughes — basso (1995, 1998–)
- Pete White — tastiera (2004–)
- Gareth Hardy — batteria (2012–)

### Ex componenti
- Marc (1993-1997) - chitarra
- Paul (1996-1997) - basso
- Mark Watson-Jones - basso (1994–1995)
- Michael (1996-1999) - tastiera
- Daz (1999 - 2004) - tastiera
- Gary - batteria (1993–1995)
- Craig (1995-1996) - batteria
- Robert Kendrick - batteria (1997–2012)
- Jon Kennedy — voce (1993-1994, 1995-1998) - basso (1993 -1994)
- Dean "The Serpent" Seddon - voce (1998–2004, 2004–2012)
- Dagon (2004) - voce
- Ian Maiden — voce (1994–1995)
- Elliot Beaver — voce (2013–2015)

## Discografia
- 1996 - The Slaughter of Innocence, a Requiem for the Mighty
- 1998 - Dark Requiems... and Unsilent Massacre
- 1999 - Kings of Chaos
- 2004 - Redimus
- 2013 - Virulent Rapture

### Demo
- 1994 - An Ode for a Haunted Wood

### EP
- 1995 - Upon Promeathean Shores (Unscriptured Waters)
- 2001 - Miasma

### Raccolte
- 2004 - The Blackend Collection

### Split
- 1998 - Hymns to the Fallen
- 1999 - Hymns to the Fallen II
- 2000 - Hymns to the Fallen III